# Elisabeth Delatour Préval
Elisabeth Delatour Préval, właśc. Elisabeth Débrosse (ur. 28 stycznia 1962 w Port-au-Prince) – haitańska polityk, przedsiębiorczyni i ekonomistka. Pierwsza dama Haiti od grudnia 2009 do maja 2011, żona prezydenta kraju René Prévala.

## Życiorys
Pierwszym mężem Elisabeth Delatour Préval był Leslie Delatour, członek zarządu Banku Republiki Haiti – banku centralnego kraju. Para miała dwoje dzieci, ich małżeństwo trwało aż do śmierci Lesliego w 2001 roku.
Studiowała na Uniwersytecie Jerzego Waszyngtona, gdzie otrzymała tytuł Master of Business Administration w 1988. W późniejszym czasie pracowała w haitańskim przedsiębiorstwie energetycznym, a także w firmie wykonującej roboty drogowe. Była również doradcą ekonomicznym prezydenta Prévala.

## Pierwsza Dama Haiti
Poprzednią Pierwszą Damą kraju była Guerda Benoit. Elisabeth Débrosse Delatour wyszła za mąż za René Prévala w 2009 roku, stając się tym samym kolejną Pierwszą Damą Haiti. Ślub odbył się w niedzielny poranek 6 grudnia o godzinie 11:00 w domu Delatour w Furcy na przedmieściach stolicy kraju, Port-au-Prince. Delatour, która w chwili ślubu miała 47 lat miała na sobie beżową sukienkę, a Preval biały garnitur. W uroczystości wzięło udział około pięćdziesiąt osób. Po uroczystości para wyjechała na dwudniowy miesiąc miodowy, oficjalnie wprowadzając się do Pałacu Prezydenckiego w dniu 9 grudnia 2009. Jej następczynią w maju 2011 została Sophia Martelly.
Drugi mąż Elisabeth, René Préval zmarł w 2017 roku.